# Mistrzostwa Nordyckie w Zapasach 2002
Mistrzostwa odbyły się w duńskim mieście Herning, 11 maja 2002 roku.

## Tabela medalowa
Gospodarz zawodów został zaznaczony kolorem.
| Poz. | Państwo   |   |   |   | Łącznie |
| ---- | --------- | - | - | - | ------- |
| 1    | Finlandia | 4 | 2 | 2 | 8       |
| 2    | Szwecja   | 2 | 1 | 3 | 6       |
| 3    | Norwegia  | 1 | 0 | 1 | 2       |
| 4    | Dania     | 0 | 2 | 1 | 3       |
| 5    | Estonia   | 0 | 2 | 0 | 2       |
|      | Łącznie   | 7 | 7 | 7 | 21      |

## Wyniki

### Styl klasyczny
| Konkurencja        | Złoto            | Srebro            | Brąz            |
| Kategoria do 55 kg | Kim Holk         | Anders Nyblom     | Lars Jørgensen  |
| Kategoria do 60 kg | Marko Isokoski   | Jarkko Ala-Huikku | Henrik Ståhl    |
| Kategoria do 66 kg | Juha Koivunen    | Toni Lintala      | Urban Holm      |
| Kategoria do 74 kg | Juha Lappalainen | Mark Madsen       | Tommy Lundell   |
| Kategoria do 84 kg | Tomi Rajamäki    | Lennie Persson    | Tuomo Mäntylä   |
| Kategoria do 96 kg | Fritz Aanes      | Richard Karelson  | Rami Hietaniemi |
| Kategoria 120 kg   | Eddy Bengtsson   | Vello Pärnpuu     | Roe Kleive      |